# Shepenupet II
Henutneferumut Irietre Shepenupet II (hay Shepenwepet II) là một công chúa và là một Đại tư tế thuộc Vương triều thứ 25 trong lịch sử Ai Cập cổ đại.

## Tiểu sử
Shepenupet II là con gái của pharaon Piye, là chị em với các pharaon là Shebitku và Taharqa. Công chúa được nhận nuôi bởi người cô ruột là Amenirdis I, chị em với Piye. Shepenupet trở thành "Người vợ thần thánh của Amun" dưới triều vua Taharqa và kéo dài đến tận triều đại của Psamtik I (Vương triều thứ 26). Bà đồng cai trị Thebes với Mentuemhat, "Tư tế thứ tư của Amun" và là Đốc công của Thebes.
Tương tự với các bậc tiền bối, Shepenupet II cũng đã nhận nuôi một người cháu gái, là con của Taharqa, công chúa Amenirdis II. Tuy nhiên, Psamtik I đã buộc bà phải nhận con gái ông làm người thừa kế, tức Nitocris I, tương tự như khi Kashta bắt ép Shepenupet I phải nhận nuôi Amenirdis I. Cả Shepenupet II và Amenirdis II đều phải chấp nhận nhượng vị cho Nitocris. Dù vậy, Psamtik vẫn không phế bỏ hai bà. Tất cả các sự kiện này đều được ghi chép lại trong tấm bia Nhận nuôi.
Ngôi mộ của Shepenupet II nằm tại Medinet Habu, cũng là nơi đã an táng Amenirdis I.

## Hình ảnh

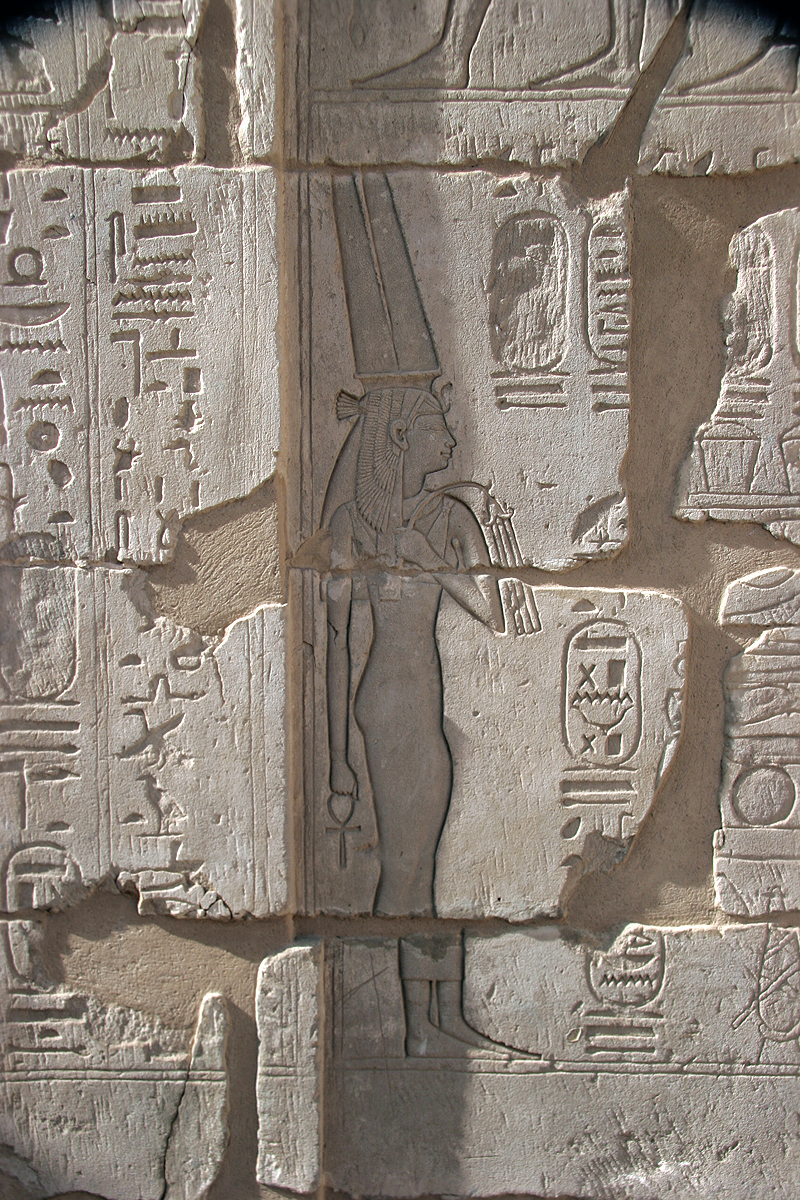
Phù điêu của Shepenupet II tại Medinet Habu
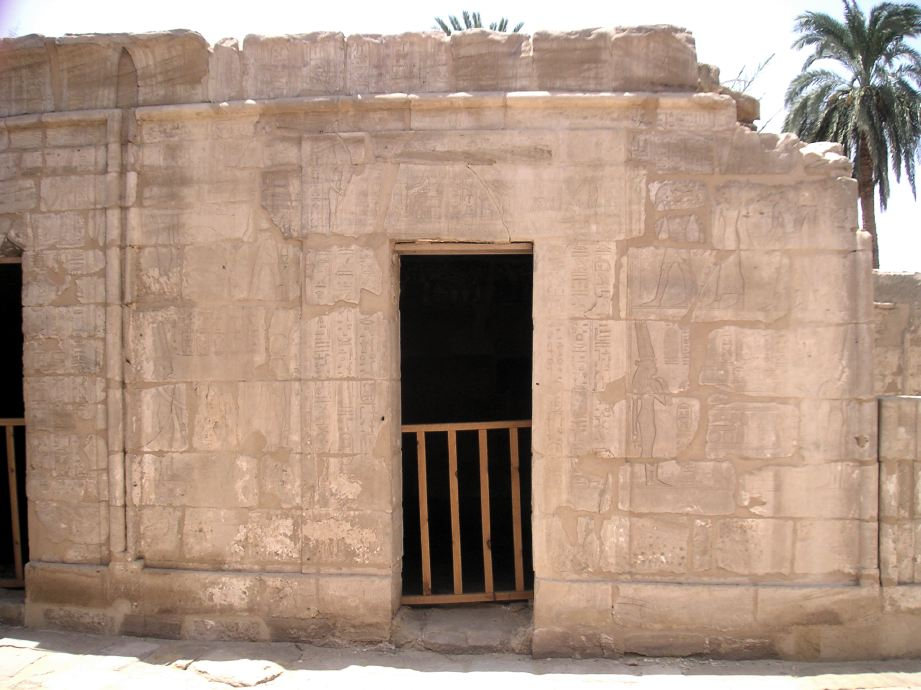
Lối vào phòng mộ của Shepenupet II
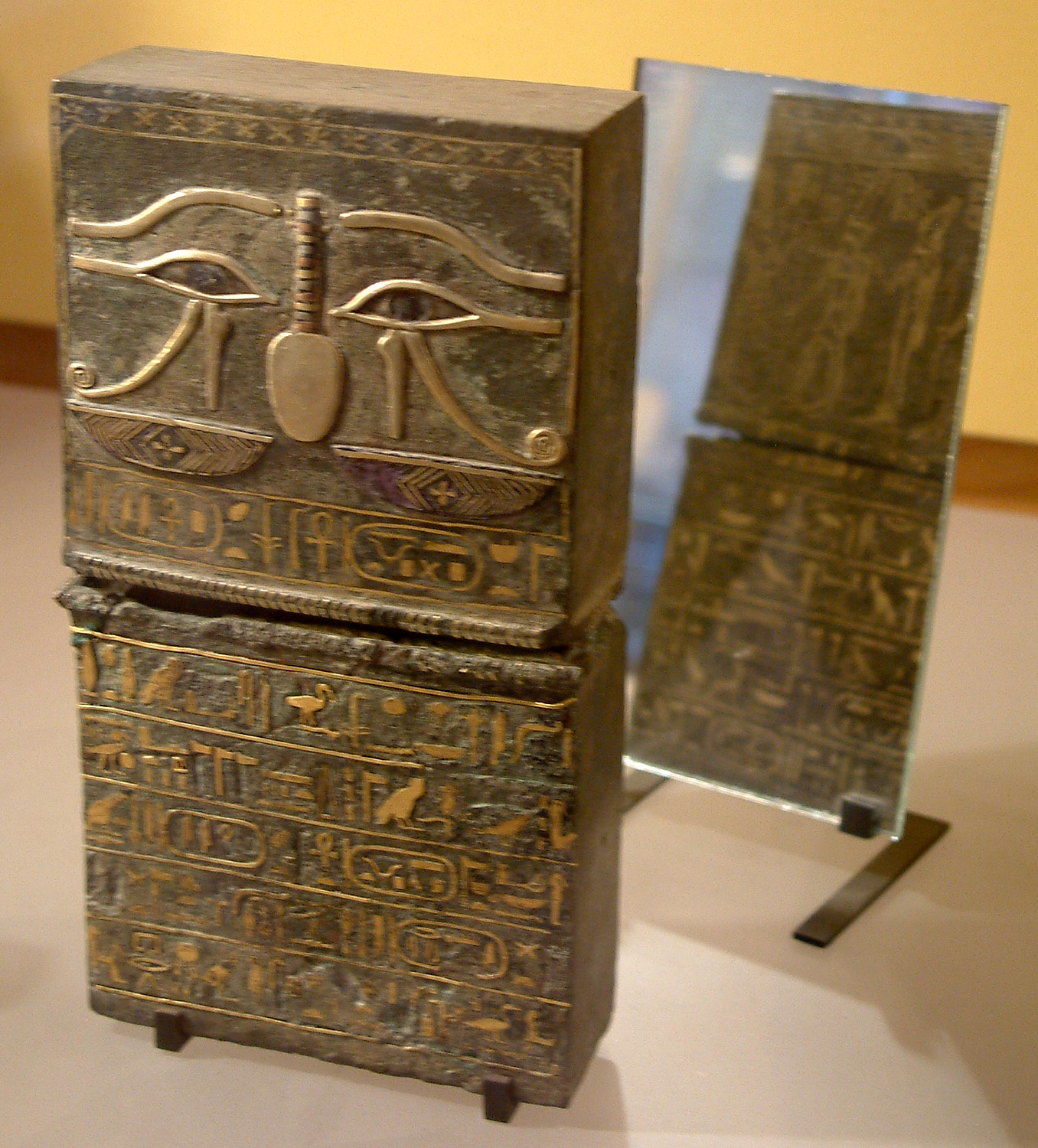
Những hộp nhỏ có mang khung tên của Shepenupet II
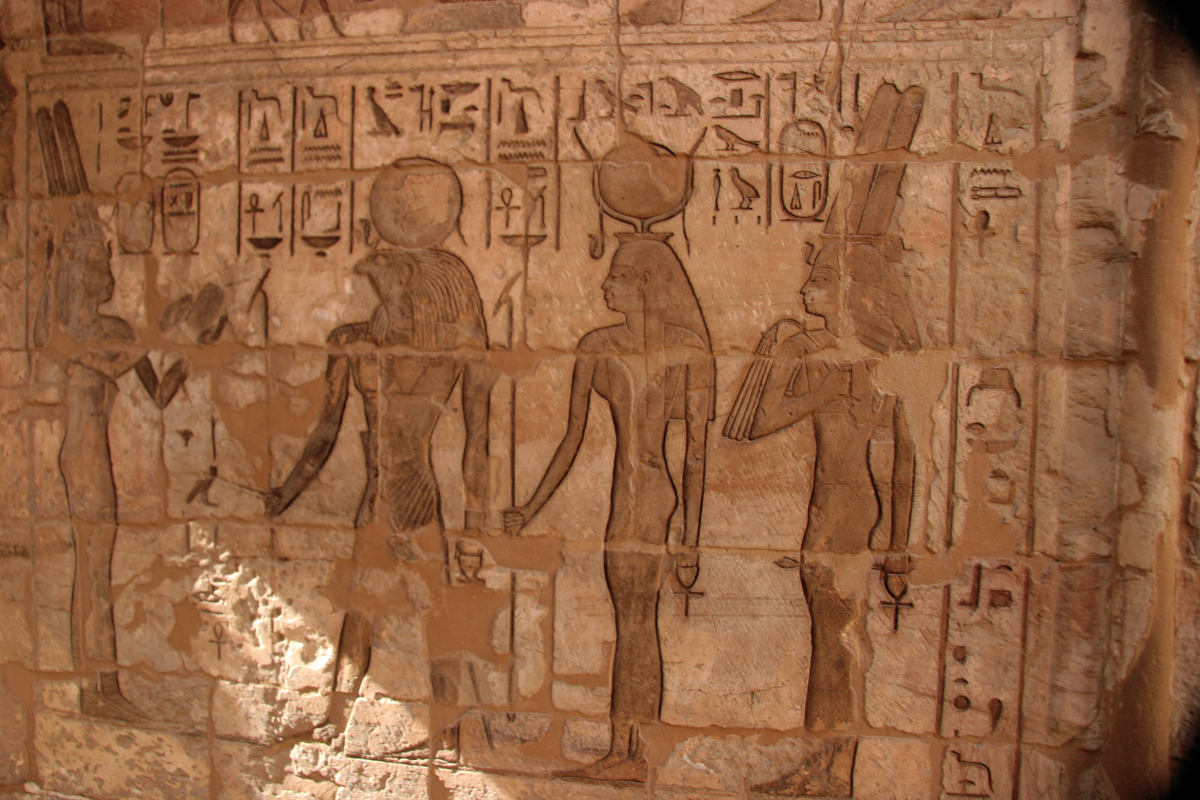
Phù điêu của Shepenupet II và Amenirdis II